# Brahima Traoré
Brahima Traoré (ur. 24 lutego 1974) – burkiński piłkarz grający na pozycji pomocnika. W swojej karierze rozegrał 23 mecze w reprezentacji Burkiny Faso i strzelił w nich 1 gola.

## Kariera klubowa
W swojej karierze Traoré grał między innymi we francuskim amatorskim klubie FC Bressuire oraz saudyjskim Al Dhaid FC.

## Kariera reprezentacyjna
W reprezentacji Burkiny Faso Traoré zadebiutował w 1996 roku. W tym samym roku został po raz pierwszy w karierze został powołany na Puchar Narodów Afryki. Zagrał na nim w 2 meczach: ze Sierra Leone (1:2) i z Algierią (1:2).
W 1998 roku Traoré zajął z Burkina Faso 4. miejsce w Pucharze Narodów Afryki 1998. Na tym turnieju zagrał pięciokrotnie: z Kamerunem (0:1), z Gwineą (1:0), ćwierćfinale z Tunezją (1:1, k. 8:7), półfinale z Egiptem (0:2) i o 3. miejsce z Demokratyczną Republiką Konga (4:4, k. 1:4).
W 2000 roku Traoré zagrał we 2 meczach Pucharu Narodów Afryki 2000: z Zambią (1:1) i z Egiptem (2:4). W kadrze narodowej od 1996 do 2000 roku rozegrał 23 mecze i strzelił w nich 1 bramkę.